# Битва при Ларзі
Битва при Ларзі — битва російсько-турецької війни 1768—1774 років, яка відбулась біля річки Ларга, лівого притоку Прута, 7 (18) липня 1770 року.

## Передумови
Після поразки турків біля Рябої Могили 1-ша російська армія (38 000 чоловік, 115 гармат) під командуванням генерал-аншефа П. О. Румянцева продовжувала наступ на південь з метою остаточно розгромити турецьку армію та заволодіти нижньою течією Дунаю.

## Хід битви

Карта битви при Ларзі

3 (14) липня розвідкою було встановлено зосередження крупних сил турків та татар (65 тис. татарської кінноти та 15 тис. турецької піхоти під командуванням Каплан I Ґерая) за річкою Ларга, а також підхід до них значних сил з півдня. Румянцев вирішив розбити ворога до підходу основних сил, завдавши йому удару між річками Ларга та Бабикул.
Залишивши проти фронту противника частину сил (корпус П. Г. Племянникова), він вночі зосередив головні сили (корпуси Ф. В. Баура, М. В. Репніна, за ними резерв — 11 тис. піхоти та 8 тис. кінноти, всього близько 30 тис.) проти правого флангу противника, і на світанку зненацька атакував турецькі укріплення, вишикувавши війська в декілька каре та розташувавши в проміжках між ними артилерію.
Битва тривала з 4 години ранку аж до полудня — більше 8 годин. Противник в паніці відступив, втративши 1 000 вбитими та 2 000 полоненими, всю артилерію (33 гармати) та великий обоз.

## Наслідки
В битві при Ларзі були успішно застосовані розчленовані бойові порядки — дивізійні та полкові каре (з приданою їм артилерією), кожне з яких діяло самостійно. Правильний вибір напрямку головного удару у фланг противника, чітка взаємодія між військовими частинами та артилерією та маневр бойовими порядками забезпечили перемогу над чисельно переважаючим противником.
За перемогу в битві при Ларзі Румянцев був нагороджений орденом святого Георгія І ступеню.
Поразка авангарду турецьких військ при Ларзі створила сприятливі умови для наступного розгрому їхніх головних сил в битві при Кагулі.